# Shahjahanpur (Distrikt)
Der Distrikt Shahjahanpur (Hindi शाहजहाँपुर जिला, Urdu ضلع شاہ جہاں پور) ist ein Distrikt im nordindischen Bundesstaat Uttar Pradesh. Sitz der Verwaltung ist die Stadt Shahjahanpur.

## Geographie
Der Distrikt gehört zur größeren Gangesebene und wird von zahlreichen Strömen durchflossen, die größtenteils eine südöstliche Richtung nehmen. Die Distriktfläche betrug beim Zensus 2011 4388 km², jedoch bei den Volkszählungen 2001 und 1991 jeweils 4575 km².

## Geschichte
Die Gegend von Shajahanpur kam mit dem Vertrag von Lucknow vom 11. November 1801, mit dem der Nawab von Avadh (Oudh) ganz Rohilkhand abtrat, unter die Kontrolle der Britischen Ostindien-Kompanie. Im Jahr 1813/14 wurde der Distrikt Shajahanpur gebildet. Zunächst umfasste der Distrikt das gesamte Territorium zwischen Ganges und Ramganga bis hin zur Grenze von Avadh. In den folgenden Jahrzehnten wurden einige administrative Anpassungen vorgenommen, bis die Distriktgrenzen ab 1865 konstant blieben. Der Distrikt war aktiv am Indischen Aufstand von 1857 beteiligt. Nach der Unabhängigkeit 1947 kam er zum Bundesstaat Uttar Pradesh.
Zwischen 2001 und 2011 wurden 94 Dörfer des Tehsil Powayan (Distrikt Shajahanpur) an das Tehsil Puranpur des Distrikts Pilibhit abgetreten. Die Distriktfläche nahm dadurch von 4575 km² (Zensus 2001) auf 4388 km² (Zensus 2011) ab.

## Bevölkerung
Die Einwohnerzahl lag bei der Volkszählung 2011 bei 3.006.538 (2011). Die Bevölkerungswachstumsrate im Zeitraum von 2001 bis 2011 betrug 18,0 %. Shahjahanpur hatte ein Geschlechterverhältnis von 889 Frauen pro 1000 Männer und eine Alphabetisierungsrate von 59,54 % im Jahr 2011, eine Steigerung um knapp zehn Prozentpunkte gegenüber dem Jahr 2001. Etwa 80 % der Bevölkerung waren Hindus, 18 % Muslime und 2 % Sikhs.
Die Urbanisierungsrate des Distrikts lag bei 19,8 %. Die größte Stadt war Shahjahanpur mit 329.736 Einwohnern.